# Livsforsikring
En livsforsikring er en forsikring der udbetaler en sum eller en løbende ydelse til den/de begunstigede i tilfælde af at den forsikrede dør. 
Det er især efterladte børn eller samlever / ægtefælle der har værdi af en livsforsikringsydelse efter en afdød. En livsforsikring tegnes i et livsforsikringsselskab og ofte i sammenhæng med en pensionsopsparing.
Præmien (prisen) for en individuel tegnet livsforsikring, beregnes ud fra en tarif. Denne tarif er igen beregnet ud fra statistik og forsikringsvidenskab og prisfastsættes ud fra den enkelte forsikredes alder og køn. Jo yngre, jo billigere. Ifølge en EU-dom fra 1. marts 2011 er det fra 21. december 2012 ikke længere tilladt at lade prisen afhænge af forsikringstagerens køn. Tidligere har det ellers i nogle tilfælde været sådan, at kvinder har været de dyreste at forsikre mod lang levealder, mens mænd har været de dyreste at forsikring mod tidlig død.
For at tegne en individuel livsforsikring skal man afgive oplysninger om sit helbred. Hvis ens helbred er ringere end den normale bestands helbred, kan forsikringsselskabet afvise at tegne forsikring, beregne en forhøjet præmie eller indføre et skærpet vilkår på livsforsikringen – en klausul.
Hvis en bestemt arving skal arve livsforsikring, skal dette registreres hos forsikringsselskabet eller pengeinstituttet. Denne bestemte arving bliver dermed begunstiget.

## Krydslivsforsikring
Samlevende skal betale 15 procent i afgift af det, de arver efter hinanden, hvis de har boet sammen i minimum 2 år eller har børn sammen. Derfor er det en god idé at tegne krydslivsforsikringer, da de ikke skal betale afgift af det beløb, de får ud, da de selv ejer forsikringen. En krydslivsforsikring er som andre forsikringer ikke påvirket af arveloven, og går uden om regulær arv. Afdødes kreditorer har heller ikke krav på at få del i forsikringsudbetalingen.

## Eksterne kilder og henvisninger
1. ↑  "Dom i præjudiciel sag ved EU-Domstolen". Arkiveret fra originalen 6. marts 2012. Hentet 14. december 2011.